# متلازمة الأذن الحمراء
متلازمة الأذن الحمراء (بالإنجليزية: Red Ear Syndrome) هي خلل نادر لسبب غير معلوم وصفت لأول مرة في 1994. العرض الرئيسي لمتلازمة الأذن الحمراء هو احمرار إحدى أو كلا الأذنين من الخارج، مصحوبة بشعور بالحرقة. تمت تجربة العديد من العلاجات ولكنها لاقت نجاحًا محدودًا.
تعد الأذن الحمراء أيضًا عرض تقليديلالتهاب الغضاريف الناكس، مرض مناعي نادر يهاجم مناطق غضروفية متنوعة في الجسم (وأحيانا مناطق أنسجة ضامة أخرى)، تقدر الأبحاث أن التهاب الغضاريف الناكس يصيب 3-5 أشخاص لكل مليون شخص. تشير الأذن الحمراء في حالة التهاب الغضاريف الناكس إلى التهاب في الغضروف (وأحيانًا التهاب الجلد الخارجي للأذن إلى جانب الغضروف) وتتسبب غالبا في ألم متوسط إلى شديد خلال «توهجات» المرض، والتي قد تكون حادة أو مزمنة. قد تتضمن الأذن الحمراء في التهاب الغضاريف الناكس أذنًا واحدة أو كلتا الأذنين، وتوصف بـ«ادخار شحمة الأذن» نتيجة غياب الغضروف في شحمة الأذن. قد يتسبب الالتهاب لفترات طويلة في تدهور غضروف الأذن (توصف عادة بـ«أذن قرنبيطية» أو «أذن مرنة»)، وقد يؤدي حتى إلى فقد جزئي أو كلي للسمع.

## المميزات
هجمات من احمرار الجلد وإحساس بالحرقة أو الألم في واحدة أو كلتا الأذنين الخارجيتين هي العرض الوحيد الشائع. يكون الوجع غالبًا في شحمة الأذن ويتشعب إلى الفك السفلي والوجنة. عادة يكون الألم بسيطا، ولكن بعض المرضى وصفوا الألم بأنه شديد. قد تستمر الهجمات لثواني أو لساعات، والأكثر شيوعًا هو من 30 دقيقة إلى ساعة. يعاني أغلب المرضى من هجمات يومية تتراوح من 20 في اليوم لهجمات قليلة في السنة.

## الأسباب
من المعتقد أن تلك المتلازمة ربما تمثل صداع أذني-ذاتي أو جزء من مجموعة الأمراض المعروفة باسم أوجاع الرأس الذاتية العصبية ثلاثية التوائم (trigeminal autonomic cephalgias)، والتي تتضمن الصداع العنقودي. ترتبط المتلازمة أكثر بالصداع النصفي في الأشخاص الأصغر سنا، فيما قد تنتج المتلازمة حين تبدأ في عمر أكبر عن خلل في الفقرات العنقية العليا أو عن أوجاع الرأس الذاتية العصبية ثلاثية التوائم (trigeminal autonomic cephalgias).

## التشخيص
يتم تشخيص المتلازمة باستبعاد بعض الأسباب الرئيسية لاحمرار الأذن مثل الحرق والعدوى عن طريق التاريخ المرضي والفحص ثم إجراء بعض الدراسات لاستبعاد الأسباب الأشهر مثل:
- أشعة رنين مغناطيسيي على الفقرات العنقية
- تقييم عظمي للمفصل الصدغي الفكي

## التعامل
من الصعب علاج متلازمة الأذن الحمراء. الدواء الأكثر استخداما في محاولة العلاج هو غابابنتين، وأوضحت دراسة أن 7 من كل 8 مرضى يتلقون العلاج بالغابابنتين أظهروا تحسن في وتيرة الهجمات ولون الأذن. أقرت دراسات أصغر نجاحات محدودة في مرضى معينين باستخدام أميتربتيلين، وفلوناريزين، وإيميبرامين، وفيراباميل، وبروبرانولول. قد يختلف الدواء المناسب على حسب السبب في أعراض المريض. استخدام حزمة من الثلج على الأذن أثناء الهجمة قد يخفف الأعراض.

## الانتشار
تعتبر متلازمة الأذن الحمراء نادرة، إلا أن نسبة انتشارها غير معلومة. لا توجد سوى 100 حالة فقط تم وصفقها في المنشور العلمي الطبي، مع نسبة الذكور للإناث 1 لـ1.25. وسجلت المتلازمة في مرضى تراوحت أعمارهم بين 4 سنوات و92 سنة.